# 条約

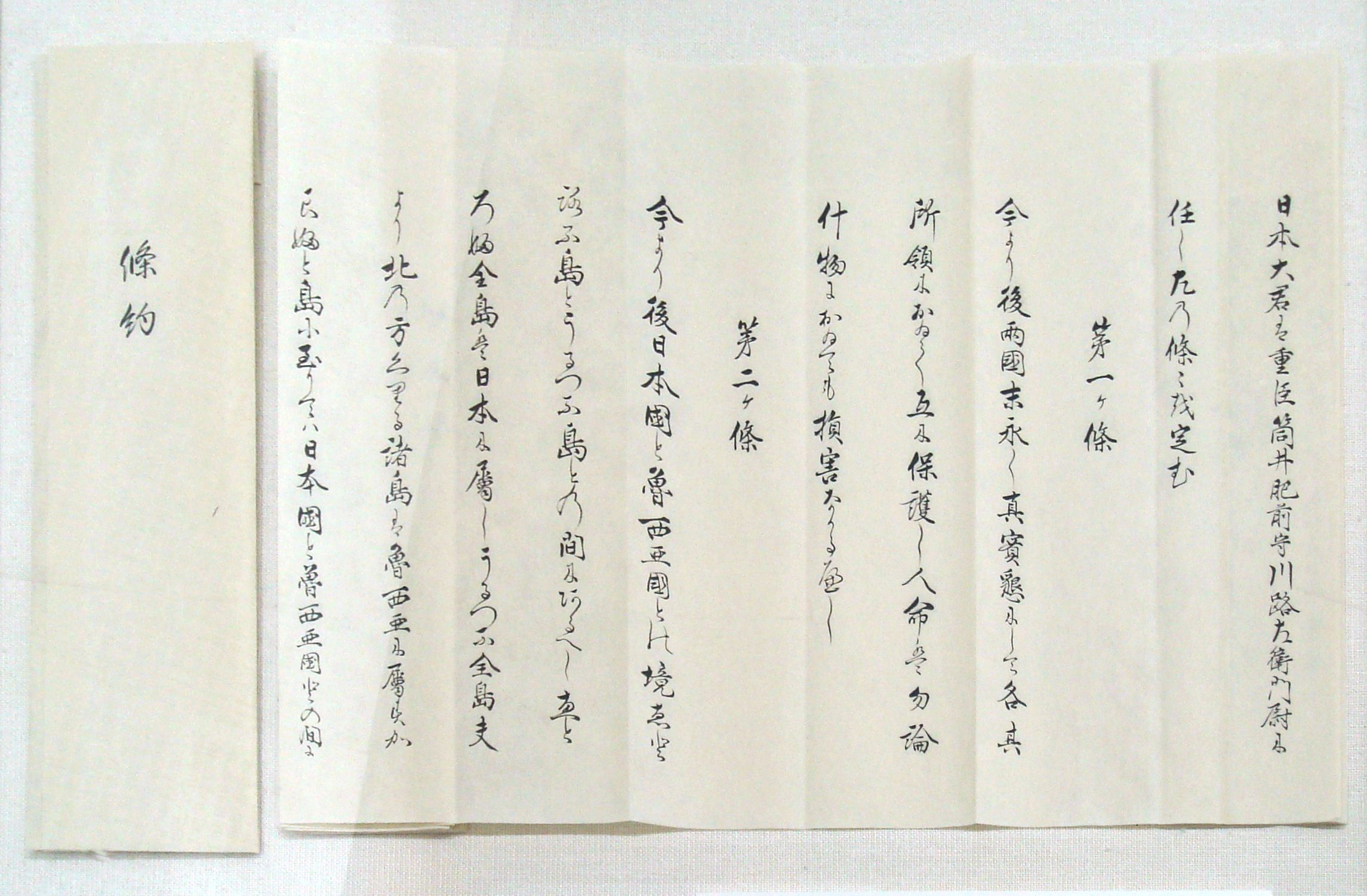
日本国魯西亜国通好条約の原文（外務省外交史料館蔵）

条約（じょうやく、英: Treaty）は、文書による国家間の合意である。国際法に基づいて成立する合意であり、国家および国際機構を拘束する国際的文書が条約であると狭く解す場合もある。法源の一種。
現代では当事者能力を持つのは独立国家に加えて公的な国際機構があり、国際連盟（1920年-1946年）および国際連合（1945年-現在）などの国際機関も締結の主体となり得る。当事国は原則として、当事国の憲法ないし基本法における手続・制約に基づいて、国際法が禁止しない一切の内容を、交渉によって自由に作成することができる。
合意した文書には、「条約」という名称以外に「協約」「協定」「規約」「憲章」「宣言」「交換公文」「議事録」「議定書」などの名称も使用されるが、名称が異なる事によって効力の優劣があるわけではない（詳細後述）。外務省設置法では、これら広義の条約を「国際約束」と称している。

## 概説
歴史上確認されている最も古い条約は、国家間での交渉が始まった紀元前2400年ごろ、古代メソポタミアにおけるラガシュ・ウンマ戦争において都市国家ラガシュとウンマの間で締結された国境画定のための条約であるといわれ、国境には両者の取り決めにもとづいて石碑が建てられたとされている。
条約法に関する一般条約である条約法に関するウィーン条約（条約法条約）では、条約を以下のように定義している。
「名称のいかんを問わない」としているのは、国家間などで結ばれる個別の文書による合意（広義の「条約」）には、形式についての統一的な規則がなく、各種の名称が用いられているためである。広義の条約には狭義の条約（treaty、convention、例：生物多様性条約）以外に、協定（convention,、agreement、accord、例：WTO設立協定）、議定書（protocol、例：京都議定書）、宣言（declaration）、憲章（charter、constitution、例：国際連合憲章）、規約（covenant）、盟約（pact）、決定書（act）、規程（statute）、取極（arrangement）、暫定協定（modus vivendi）、交換公文（exchange of notes）、交換書簡（exchange of letters）、合意覚書（memorandum of agreement）、合意議事録（agreed minutes）等の様々な名称を持つものがある。これらは法的拘束力において相違はないが、主に慣習によって使い分けられているもので、例えば、議定書は一般に既存の条約を補完する条約の名称として用いられる（例：京都議定書は気候変動枠組条約を補完する内容を持つ）。
なお、条約法条約は「国際法によって規律される（第2条)」という要件を規定している。従って国家間の合意であっても、国際法ではなくその国家の国内法によって規律される私法上の契約と同様の合意が起こり得るが、このような合意は条約法条約の適用範囲外である。

## 二国間条約と多国間条約

### 二国間条約
二国間条約の場合、政府代表が署名を行った時点で効力を発する行政協定（行政取極）あるいは簡易協定と、議会による批准等の承認を受けて初めて発効の手順（批准書の寄託等）を踏むことのできる通常協定がある。いずれの場合においても、二国間の協定において「加入」するという手続を踏むことはない。すなわち、行政協定（行政取極）の場合は政府代表間で相互に署名を行うことで当該協定を締結したことになるが、通常協定の場合は相互の政府代表者による署名後に、議会による批准等の承認を得るまで当該協定は発効しないことになる。
例えば日本の場合、日米安全保障条約（安保条約）は議会の承認が必要な「通常協定」に当たり、2007年8月に閣議決定を経て署名・締結された「秘密軍事情報の保護のための秘密保持の措置に関する日本国政府とアメリカ合衆国との間の協定」（GSOMIA）は「行政協定（行政取極）」に当たる。これらの二国間条約は、いずれも加入の対象とならない。

### 多国間条約
多国間条約の場合、政府代表間での批准書の交換という手続は採らず、代わりに国連の条約局、専門機関、地域間条約などを管理・運営する事務局、条約作成地の政府などが、批准書、受諾書、加入書等の寄託を受ける仲介機関（寄託者）の役割を担う。

## 条約の締結

### 締結の方法
国家が条約に拘束されることへの同意を表明する方法としては、署名・批准・加入・受諾・承認等があり、これらは締結と総称される。締結の具体的方法は各条約に規定されており、複数の方法が認められる場合もあれば、特定の方法が指定されていることもある。表明が代表者個人に対する脅迫、その他の行為による場合、その条約は絶対的に無効となる。国家そのものに対する強制によるときは、かつて一般に有効と解されてきた。しかし、武力禁止を謳う国連憲章2条2が条約法条約52条で準用されることになった。条約法条約は4条で原則遡及しないが、通説として憲章成立後の条約に遡及適用されると解されており、このことは草案における国際法委員会の注釈に明記されてもいる。もちろん、侵略国に対する強制はこの限りでない。武力ではない強制については、「条約締結時における軍事的、政治的または経済的強制の禁止に関する宣言」が条約本文と別に、最終議定書の一部として採択された。

### 署名（）/英:signature
条約における署名には、次の2種類の意味がある。
1. 条約の内容が確定したときに、全権を委任された国家の代表者（通常は代表団の首席代表）が条約の内容を公式に確認した証拠として記名することを指す。条約の内容は署名によって確定し、以後、正式な手続による場合以外は内容を修正することはできない。
2. 国家が条約を締結する際の手続の一環として行われ、国家が条約に拘束される意思を表明するものである。多数国間条約は、通常、作成された後の一定期間、作成された地、または、関連国際機関等において署名のために開放される。条約を締結するための手続としては、署名、批准、加入、受諾、承認等がある。このうち、署名は文字通り署名のみによって条約を締結するものであるが、現在、主要な条約においてこの方法が取られることはほとんどない。また、批准及び受諾は、署名を行うことにより国家が将来的に条約に拘束される意思（条約の内容に対する基本的な賛意）を表明した後に、国会による承認などの所要の国内手続等を経て条約を締結する手続である。

1998年に国連の外交会議で採択された国際刑事裁判所ローマ規程の場合、2000年の12月31日が後者の意味での署名の期限であった。この条約の場合は、アメリカが滑り込みで期限当日に署名を行い、署名国の仲間入りを果たしたが、2002年の5月にはこれを撤回した。署名の撤回は国際法上は問題のない行為ではあるものの、慣習上はほとんど例のない行為である。
日本の場合、後者の意味での署名を行う際には、事前に閣議決定が必要なため、署名を行うのは重要な条約に限られる傾向がある。

### 批准（）/英:ratification
一般に、「批准」は、署名をした条約の内容について国家が最終確認を行い、条約に拘束されることについて同意を与えることを指す。署名の後に、議会の承認を得る等の所定の国内手続により条約に同意することの確認を行い、批准書を作成する。
二国間の条約の場合は、相手国と批准書を交換して条約が発効する。また、多数国間条約の場合は会議開催地国の政府あるいは国際機関（寄託者）に批准書を寄託することで効力が発生する。
署名した条約を国家が批准するかどうかは、信義上の問題はあるものの、法的には自由である。
署名した条約であっても、当事国の議会が否決することもある。条約を締結する手続としては、批准のほかに、受諾、承認、加入等があり、どのような手続により締結することができるかは条約文書中に規定されているが、政治的に重要な条約では、批准によらなければならないとしているものが多い（例：包括的核実験禁止条約）。このような条約を批准条約という。また、複数の締結手続が定められている場合であっても、政治的に重要な条約については、締結の手続として批准を選択することが多い。
条約法条約にいう「批准」は国際法上の批准である、条約に拘束されることについての国の同意を国際的に表明する国際的な行為であって、その同意は、批准書の交換または寄託によって確定的なものになる。
日本国憲法上の「批准」は、「条約として署名調印された国家間の合意を承認し、条約となるべき国家意思を確定させるための行為」であるとされており、これを行う権能は内閣に属し、天皇が日本国憲法第7条8号に基いて批准書を認証する（国事行為）。批准は、天皇の批准書の認証時に完成する要式行為である。

### 加入（）/英:accession
加入は、条約に署名をしていない場合に、条約の規定に拘束される意思があることを正式に宣言する行為。具体的には、議会の承認を得る等の所定の国内手続により条約に拘束されることに同意することの確認を行い、加入書を作成し、会議開催地国の政府あるいは国際機関に加入書を寄託することで確定される。
日本の場合、手続の容易性から、批准よりも加入の手続きを踏むことにより、条約に拘束される意思を表明する場合が多い。また、署名のために開放される期間が終了した後に条約を締結する場合には、条約に署名することはできないので、必然的に批准等ではなく加入等の手続を取ることになる。

### 受諾（）/英:acceptance
受諾は基本的に批准に近い手続である。
日本の場合、批准書には天皇の認証が必要とされるのに対して、受諾書の作成の場合は不要である点で相違する。このため、近年は重要な条約を締結する際にも、批准に代えて受諾の手続が取られることが多い（例：京都議定書）。
効力発生のために必要とされる国内手続が完了したことを確認する通告（又は公文の交換）。
自由貿易協定や社会保障協定等の場合、国により議会承認が必要な場合と行政府限りで可能な場合があるため、批准や受諾のように双方が同一の形式を行えない場合がある。このようなときに、効力発生のために必要とされる国内手続が完了したことを通知通告（又は公文の交換）の形式がとられることがある。（例：図書に関する日本国政府と大韓民国政府との間の協定）。

### 留保（）/英:reservation、解釈宣言（）/英:declaration
留保は、条約の締結にあたって、一部の条文の規定に拘束されない意思を表明する行為であり、解釈宣言は、条約の締結にあたって、条約の特定の条文についてのその国の解釈を対外的に明らかにする宣言である。留保や解釈宣言を認めることは、条約の運用の柔軟性を高め、多くの国の締結を促す効果があるが、その反面で条約本来の意義を減じることにもなりかねず、留保や解釈宣言を行った国に対して内外から批判が寄せられることがある。日本が、留保及び解釈宣言を行っている例としては、国際人権規約や児童の権利に関する条約がある。

### 多数国間条約の発効
多数国間で結ばれる条約の場合、条約が発効する要件として、批准書・加入書等を寄託した国が一定数に達する等の所定の条件を満たしたときに初めて締約国に対して効力を生ずるのが通例である。条約発効の要件は条約の規定中に記載されているのが常である。
条約の発効要件によっては、各国の批准・加入等の進行状況や政治をとりまく状況の変化により条約の署名から発効までに数年から十数年を要するものや、未発効のままで終わるものもある。近年のこのような例としては、包括的核実験禁止条約などがある。包括的核実験禁止条約の例では、1996年に国連総会で採択されたが、2008年時点では条件を満たしておらず条約は発効していない。
条約の発効後に条約を締結した国に対する効力の発生についても、それぞれの条約で定められており、通常、批准書等の寄託と同時に効力を発生するか、寄託から一定期間経過後に効力を発生するとしているものが多い。

### 枠組条約
枠組条約は、基本的な構成と意志決定メカニズムのみを定めた条約で、具体的な内容は議定書等で展開される。
例：気候変動枠組条約、たばこ規制枠組条約

## 条約と国内法の関係

### 学説の対立
国内法と国際法の関係については二元論や一元論などが主張されている。
- 二元論（dualism）
二元論はドイツのトリーペルやイタリアのアンツィロッティが主張した理論で、国内法と国際法とは次元の異なる別個の法体系であり抵触する関係にはないとする立場[4]。二元論では条約が国内的効力をもつには国内法として置き換える手続が必要と解する[4]。
- 一元論（monism）
一元論は国際法は国内的にも適用される法規範であるとする立場[4]。
  - 国内法優位論
国内法は国際法に優位するとする立場。
  - 国際法優位論
国際法は国内法に優位するとする立場。
- 等位理論
国際法と国内法は等位の関係にあり、各国は義務の抵触を調整する義務を負っており、その解決は各国の裁判所等に委ねられているとする立場[4]。

### 条約の国内的効力
国際法のうち、英米法の国では慣習国際法については国内措置をとらなくても国内法としての効力を認めており、日本でも「確立された国際法規」（日本国憲法第98条2項）は特別の変型手続が無くても国内法としての法的拘束力を認める。
これに対し、一般の条約の国内法秩序への編入方式には、国際法に直接的な国内的効力を認めず国内法での別個の立法措置を必要とする変型方式（イギリス、カナダなど）と、国際法にそのまま直接的な国内的効力を認める一般的受容方式（アメリカ、ドイツ、イタリア、フランス、オランダ、日本など）がある。
日本国憲法第73条第1項第3号は、条約を締結することを内閣の職務としており、事前に、時宜によっては事後に、国会の承認を経ることを必要とするとしている。日本国憲法第73条第1項第3号にいう条約（国会承認条約）とは、法律事項を含むもの、財政事項を含むもの、その他政治的に重要であり、それ故に発効のために批准を必要とすることが締約国の間で合意されている国際約束をいう。また、日本国憲法第98条は「日本国が締結した条約及び確立された国際法規は、これを誠実に遵守することを必要とする。」としている。日本国憲法第98条第2項にいう「条約」は、日本国憲法第73条第1項第3号にいう「条約」よりも広く、日本が締結した全ての国際約束をいう。締結した条約は、天皇が国事行為として公布を行う（憲法第7条）。

### 条約の優劣
国内法秩序における条約の優劣は各国で異なる。
- 一部の条約に憲法に優位する効力を認めている国（オランダ、オーストリア）[4]
- 条約に憲法に対しては劣位、法律に対しては優位する効力を認めている国（日本、フランスなど）[4]
- 条約を法律と等位の効力とする国（アメリカ、スイス、韓国など）[4][11]
- 条約は憲法や議会制定法に抵触しない限り国法上の効力を有するとする国（ナミビア、南アフリカ）[4]